# 刘劢
刘劢（？—318年），中国五胡十六国漢國皇族。新兴（今山西省忻州）匈奴人。刘聪子。
312年，父亲刘聪封刘劢为齐王。316年，被靳准等诬陷刘劢和皇太弟刘乂谋反作乱。318年，封大司徒，后来被靳准诬陷，被皇帝刘粲杀害。

## 资料来源
- 《资治通鉴》晋纪